# 등약
등약(鄧弱, ? ~ ?)은 전한 초의 무장이다. 전한의 개국공신으로 이후(離侯)에 봉해졌다.

## 사적
고제 9년(기원전 198년) 4월 무인일, 이후에 봉해졌다. 《사기》에서는 봉작 경위와 이후의 기록 모두 실전되어 알 수 없다고 하였고, 《한서》에서는 성제 때 광록대부 활담(滑湛)이 등약이 장사에서 병사를 이끈 공로로 봉해졌다고 언급한 것을 소개하였다.